# Josefine Mutzenbacher
Josefine Mutzenbacher ou A História de uma Puta Vienense, Contada por Ela Mesma (em alemão: Josefine Mutzenbacher oder Die Geschichte einer Wienerischen Dirne von ihr selbst erzählt) é um romance erótico publicado pela primeira vez anonimamente em Viena, Áustria, em 1906. O romance é famoso no mundo de língua alemã, tendo sido impresso em alemão e inglês por mais de 100 anos e vendido mais de 3 milhões de cópias, tornando-se um best-seller erótico.
Embora nenhum autor tenha reivindicado a responsabilidade pela obra, ela foi originalmente atribuída a Felix Salten ou Arthur Schnitzler pelos bibliotecários da Universidade de Viena. Hoje, críticos, estudiosos, acadêmicos e o governo austríaco designam Salten como o único autor do "clássico pornográfico". Em 2022, uma análise estilométrica mostrou que Felix Salten é o autor mais provável do romance, excluindo as páginas finais.
O romance original usa o específico dialeto local de Viena da época nos diálogos e, portanto, é usado como uma fonte rara desse dialeto para linguistas. Também descreve, até certo ponto, as condições sociais e económicas da classe baixa da época. O romance foi traduzido para inglês, sueco, finlandês, francês, espanhol, italiano, húngaro, hebraico, holandês e japonês, entre outros, e foi tema de vários filmes, produções teatrais, paródias e cursos universitários, como bem como duas sequências.
Uma edição crítica e comentada do texto em alemão só foi publicada em 2021.

## Conteúdo

### Enredo
O prefácio da editora – formatado como um obituário e excluído de todas as traduções para o inglês até 2018 – conta que Josefine deixou o manuscrito para seu médico antes de morrer devido a complicações após uma cirurgia. Josefine Mutzenbacher não era seu nome verdadeiro. A protagonista teria nascido em 20 de fevereiro de 1852 em Viena e falecido em 17 de dezembro de 1904 em um sanatório.
O dispositivo de enredo empregado em Josefine Mutzenbacher é o da narrativa em primeira pessoa, estruturada no formato de um livro de memórias. A história é contada do ponto de vista de uma cortesã vienense de 50 anos, que relembra as aventuras sexuais que desfrutou durante sua juventude desenfreada em Viena. Ao contrário do título, quase todo o livro se passa quando Josefine tem entre 5 e 13 anos de idade, antes de se tornar uma prostituta licenciada nos bordéis de Viena. O livro começa quando ela tem cinco anos e termina quando ela tem treze e inicia sua carreira como prostituta sem licença com uma amiga, para sustentar o pai desempregado.
Embora o texto em alemão faça uso de apelidos espirituosos – por exemplo, o órgão genital do pároco é chamado de "martelo da misericórdia" – para a anatomia humana e o comportamento sexual, o seu conteúdo é inteiramente pornográfico. A progressão real dos acontecimentos equivale a pouco mais do que uma descrição gráfica e sem remorso da sexualidade imprudente exibida pela heroína, tudo antes de completar 14 anos. O estilo tem mais do que uma semelhança passageira com Os 120 Dias de Sodoma, do Marquês de Sade, em sua descarada "lista de lavanderia", catalogando todos os tipos de travessuras sexuais tabus, desde brincadeiras sexuais infantis, incesto e estupro até prostituição infantil, sexo grupal, sadomasoquismo, lesbianismo, e felação. Em algumas constelações, Josefine aparece como a sedutora ativa, e o sexo é geralmente descrito como uma experiência satisfatória e descomplicada.

### Ilustrações

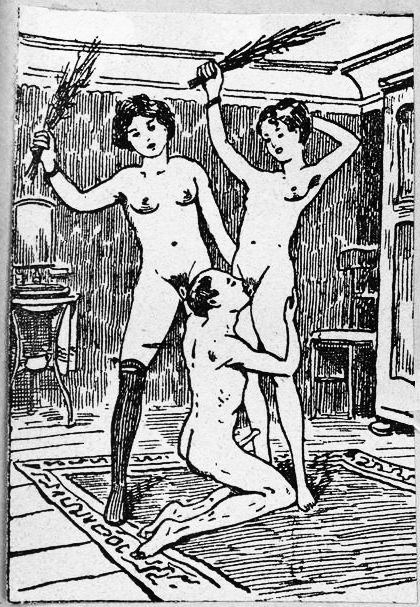
Um exemplo de ilustração de uma edição de 1922 mostra Pepi e Zenzi chicoteando um jovem cliente.

A publicação original austríaca não era ilustrada, mas uma edição pirata posterior de 1922 continha desenhos em preto e branco, inteiramente pornográficos como o texto. Essas ilustrações foram encadernadas na cópia de arquivo da primeira edição na Biblioteca Nacional Austríaca, e foram reproduzidas pelo menos na edição de capa dura da tradução em inglês de 2018 e em uma tradução finlandesa de 2019, erroneamente datado de 1906. Outra edição ilustrada em alemão foi publicada no final da década de 1960 em Liechtenstein com imagens de Jean Veenenbos (1932–2005).
Outras ilustrações também foram criadas. A primeira tradução para o inglês de 1931 foi rapidamente pirateada em Nova York e ilustrada por Mahlon Blaine (1894–1969). A tradução de 1973, Oh! Oh! Josephine, é ilustrada com fotos do "filme continental" de 1970, Josefine Mutzenbacher, também conhecida como Naughty Knickers, de Kurt Nachmann.
Também uma tradução dinamarquesa de 1967 contém ilustrações. Uma tradução sueca incompleta de 1983 contém fotografias aleatórias de prostitutas com comentários contundentes.

### Interpretações
O romance Josefine Mutzenbacher deu origem a uma infinidade de interpretações. Foi listado como pornografia infantil e rotulado como uma representação apropriada do meio e dos costumes de sua época em Viena, uma caricatura ou uma paródia ou uma persiflagem de uma história de maioridade ou de um romance de desenvolvimento, e mencionado como um caso raro de romance picaresco com protagonista feminina. Também foi elogiado por suas críticas à sociedade burguesa.
A relação do romance com a teoria da sexualidade freudiana tem sido objeto de debate. O tradutor sueco C.-M. Edenborg vê Josefine Mutzenbacher como uma acusação à psicologia burguesa de Freud, enquanto a psicanalista austríaca Désirée Prosquill pensa que não apenas existem correspondências temáticas marcantes entre Josefine Mutzenbacher (1906) e Três Ensaios sobre a Teoria da Sexualidade (1905), mas Mutzenbacher também antecipa algumas questões relativas à sexualidade infantil que Freud acrescentou à sua teoria apenas mais tarde.

## Processos legais em países de língua alemã

### Banido na Áustria, 1913–1971
A distribuição do romance Josefine Mutzenbacher foi proibida na Áustria a partir de 1913, quando foi incluído na lista Catalogus Librorum in Austria Prohibitorum devido à sua obscenidade. Em 1931, um livreiro chamado Josef Kunz foi condenado em Viena por um ato público de obscenidade por ter publicado uma nova edição do romance, e as cópias do livro foram confiscadas. Em 1971, porém, o Supremo Tribunal da Áustria decidiu que já não há razão para punir um editor pela distribuição do romance porque existem tendências artísticas na obra. Ainda em 1988, houve outro processo judicial para proibir o romance por causa de obscenidade, mas desta vez, também, o Supremo Tribunal Federal julgou a favor da editora.

### A Decisão Mutzenbacher
A Decisão Mutzenbacher (Caso BVerfGE 83.130) foi uma decisão do Tribunal Constitucional Federal da Alemanha (Bundesverfassungsgericht) em 27 de novembro de 1990 sobre se o romance Josefine Mutzenbacher deveria ou não ser colocado em uma lista de meios de comunicação restritos aos jovens. No entanto, a importância do caso veio a eclipsar Josefine Mutzenbacher como obra individual, porque abriu um precedente sobre o que tem maior peso na legislação alemã: Liberdade de Expressão ou A Proteção da Juventude.
A decisão final foi tomada em 1992 no Tribunal Constitucional Federal (Bundesverfassungsgericht), colocando a obra mais uma vez na lista de "Mídia que prejudica a juventude" (Jungendgefährdenden Medien) forçando o direito à liberdade de expressão (nos termos do artigo 5 III Direitos fundamentais) para recuar.

#### Abstrato
"A pornografia e a arte não são mutuamente exclusivas."

#### Prefácio
Na Alemanha, existe um processo conhecido como indexação (alemão: Indizierung). O Bundesprüfstelle für jugendgefährdende Medien (BPjM ou "Departamento de inspeção federal para mídia que ameaça a juventude") reúne livros, filmes, jogos eletrônicos e músicas que podem ser prejudiciais aos jovens porque contêm violência, pornografia, nazismo, discurso de ódio e conteúdo perigoso semelhante. Os itens são colocados na "Lista de meios de comunicação que colocam os jovens em perigo" (Liste jugendgefährdender Medien).
Um item permanecerá na lista por 25 anos, após o qual os efeitos da indexação cessarão automaticamente.
Os itens indexados (colocados na lista) não podem ser comprados por menores de 18 anos, não podem ser vendidos em livrarias regulares ou varejistas aos quais os jovens tenham acesso, nem podem ser anunciados de qualquer forma. Um item colocado na lista torna-se muito difícil de ser acessado pelos adultos devido a essas restrições.
A questão subjacente à Decisão Mutzenbacher não é se o livro é legal para adultos comprarem, possuírem, lerem e venderem – isso não é contestado. O caso diz respeito a se o mérito intrínseco do livro como obra de arte substitui o dano potencial que o seu conteúdo controverso poderia causar nas mentes impressionáveis dos menores e se deveria ou não ser "indexado".

#### A história
Na década de 1960, duas editoras distintas fizeram novas edições do Josefine Mutzenbacher original de 1906. Em 1965, a Dehli Publishers de Copenhague, Dinamarca, publicou uma edição em dois volumes, e em 1969 a editora alemã Rogner & Bernhard em Munique imprimiu outra edição com um glossário de Oswald Wiener. O BPjM colocou Josefine Mutzenbacher em sua lista, depois que dois tribunais criminais declararam obsceno o conteúdo pornográfico do livro.
O BPjM sustentou que o livro era pornográfico e perigoso para menores porque continha descrições explícitas de promiscuidade sexual, prostituição infantil e incesto como tema exclusivo, e promoveu essas atividades como comportamentos positivos, insignificantes e até humorísticos de uma maneira desprovida de qualquer valor artístico. O BPjM afirmou que o conteúdo do livro justificava a sua inclusão na "lista dos meios de comunicação que colocam os jovens em perigo" para que a sua disponibilidade aos menores fosse restrita.
Em 1978, uma terceira editora tentou publicar uma nova edição de Josefine Mutzenbacher que incluía um prefácio e omitiu o "glossário de vulgarismos vienenses" da versão de 1969. O BPjM colocou novamente Josefine Mutzenbacher em sua "lista de mídia que coloca a juventude em perigo", e a Editora Rowohlt entrou com um recurso junto ao Tribunal Constitucional Federal da Alemanha, alegando que Josefine Mutzenbacher era uma obra de arte que os menores não deveriam ser impedidos de ler.

#### A decisão
Em 27 de Novembro de 1990, o Tribunal Constitucional Federal da Alemanha tomou o que hoje é conhecido como "A Decisão Mutzenbacher". O Tribunal prefaciou o seu veredicto referindo-se a dois outros casos seminais de liberdade de expressão da jurisprudência alemã anterior, a Decisão Mephisto e a Decisão Anachronistischer Zug. O tribunal decidiu que, ao abrigo do capítulo da Constituição alemã (Grundgesetz) sobre a Liberdade de Arte (Kunstfreiheit), o romance Josefine Mutzenbacher era ao mesmo tempo pornografia e arte, e que a primeira não é suficiente para negar a última.
Em linguagem simples, embora o conteúdo de Josefine Mutzenbacher seja pornográfico, ainda é considerado arte e no processo de indexação do livro, o aspecto da liberdade da arte deve ser considerado. A decisão do tribunal forçou o BPjM a remover temporariamente a edição Rowohlt de Josefine Mutzenbacher da sua lista de meios de comunicação social que colocam os jovens em perigo.

#### Resultado, 1992–2017
O livro foi adicionado à lista novamente em novembro de 1992 em uma nova decisão do BPjM que considerou o aspecto da liberdade da arte, mas considerou o aspecto da proteção das crianças mais importante. Algumas edições posteriores do livro de outras editoras também foram adicionadas à lista.
Mais uma vez, a editora apelou para o Tribunal Administrativo (Verwaltungsgericht) de Colônia e ganhou o caso em 1995. No entanto, o BPjM apelou por sua vez e ganhou em Setembro de 1997 na instância superior, Oberverwaltungsgericht, e o Tribunal Administrativo Federal (Bundesverwaltungsgericht) recusou novo recurso em Fevereiro de 1998.
Portanto, Josefine Mutzenbacher foi incluída na lista por 25 anos. Passado esse período e encerrada a indexação, o BPjM decidiu em novembro de 2017 que não havia mais motivo para listar novamente o livro. Segundo o BPjM, um dos motivos foi que, devido à linguagem arcaica e ao estilo paródico de representação, o livro não era mais considerado como um instrumento que conduzia seus leitores a imitar as práticas sexuais abusivas nele descritas. O BPjM também observou que, de acordo com a opinião acadêmica atual, o livro apresenta notável mérito literário, por exemplo, por tender a apresentar novas perspectivas para obras literárias autobiográficas.

### O processo de direitos autorais dos herdeiros
Em 1976, os herdeiros de Felix Salten – mais precisamente, sua neta Lea Wyler – exigiram que a editora alemã Rogner & Bernhard parasse de distribuir o romance Josefine Mutzenbacher e pagasse royalties. Em resposta, a empresa pediu “evidências decisivas” da autoria de Salten. Os herdeiros não puderam fornecer tais provas.
Dez anos depois, em junho de 1986, os herdeiros instauraram uma ação no tribunal do Landgericht de Munique contra Rogner & Bernhard, alegando que a autoria de Salten poderia ser provada, embora apenas tenham fornecido provas circunstanciais. O tribunal, no entanto, não examinou a questão da autoria porque, de acordo com a antiga Lei Alemã de Direitos Autorais, o romance publicado anonimamente tornou-se Domínio Público em 1957 e os direitos autorais não podiam mais ser reinstituídos; isto é, os herdeiros de Salten deveriam ter declarado a autoria antes do final de 1956. Assim, o caso foi julgado a favor da editora em maio de 1988.
Os herdeiros apelaram para o tribunal do Oberlandesgericht de Munique, mas perderam lá em julho de 1989 e, posteriormente, também perderam no Tribunal Federal de Justiça no início de 1990.

## Obras derivadas

### Literatura

#### Sequências

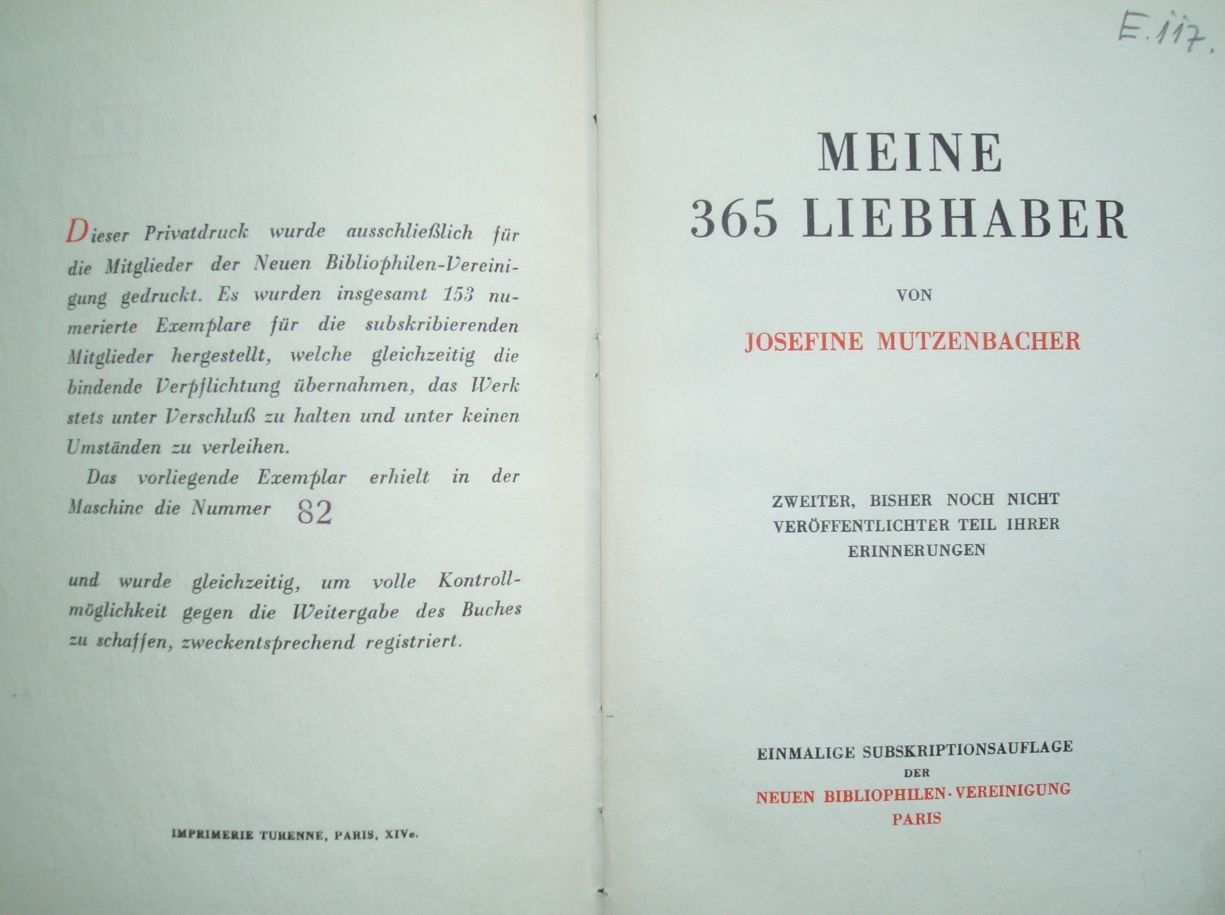
Volume 2: Meine 365 Liebhaber (primeira edição, c. 1925)

Foram publicados dois romances, também escritos anonimamente, que apresentam uma continuação do original Josephine Mutzenbacher. No entanto, geralmente não são atribuídos a Felix Salten.
- Josefine Mutzenbacher: Meine 365 Liebhaber. [Meus 365 Amantes.] Paris: Neue Bibliophilen-Vereinigung, ca. 1925.
- Josephine Mutzenbacher: Meine Tochter Peperl. [Minha Filha Peperl.] München: Heyne, 1974. ISBN 3-453-50056-3

Além disso, as sequências foram traduzidas para vários idiomas. Por exemplo, Oh! Oh! Josephine: Volume 2 de 1973 é uma tradução em inglês de Meine 365 Liebhaber.

#### Obras influenciadas porJosephine Mutzenbacher
Em 2000, o escritor austríaco Franzobel publicou o romance "Scala Santa oder Josefine Wurznbachers Höhepunkt" (Scala Santa, ou Clímax de Josefine Wurznbacher). A semelhança do título com Josephine Mutzenbacher, sendo apenas duas letras diferentes, é um jogo de palavras que não é apenas coincidência. O conteúdo do livro também é derivado, contando a história da personagem "Pepi Wurznbacher" e sua primeira experiência sexual aos seis anos.
O nome "Pepi Wurznbacher" foi retirado diretamente das páginas de Josephine Mutzenbacher; "Pepi" era o apelido de Josephine Mutzenbacher nos primeiros capítulos. Franzobel disse que queria que seu romance fosse uma releitura da história de Josephine Mutzenbacher ambientada nos dias modernos. Ele simplesmente pegou os personagens, os elementos do enredo e o cenário de Josephine Mutzenbacher e os retrabalhou em uma versão totalmente modernizada que ocorre na década de 1990. Ele se inspirou para escrever o romance depois de ficar surpreso com a prevalência de histórias de abuso infantil na imprensa alemã e de ter lido a descrição descaradamente sem remorso do mesmo por Josephine Mutzenbacher.

### Filme

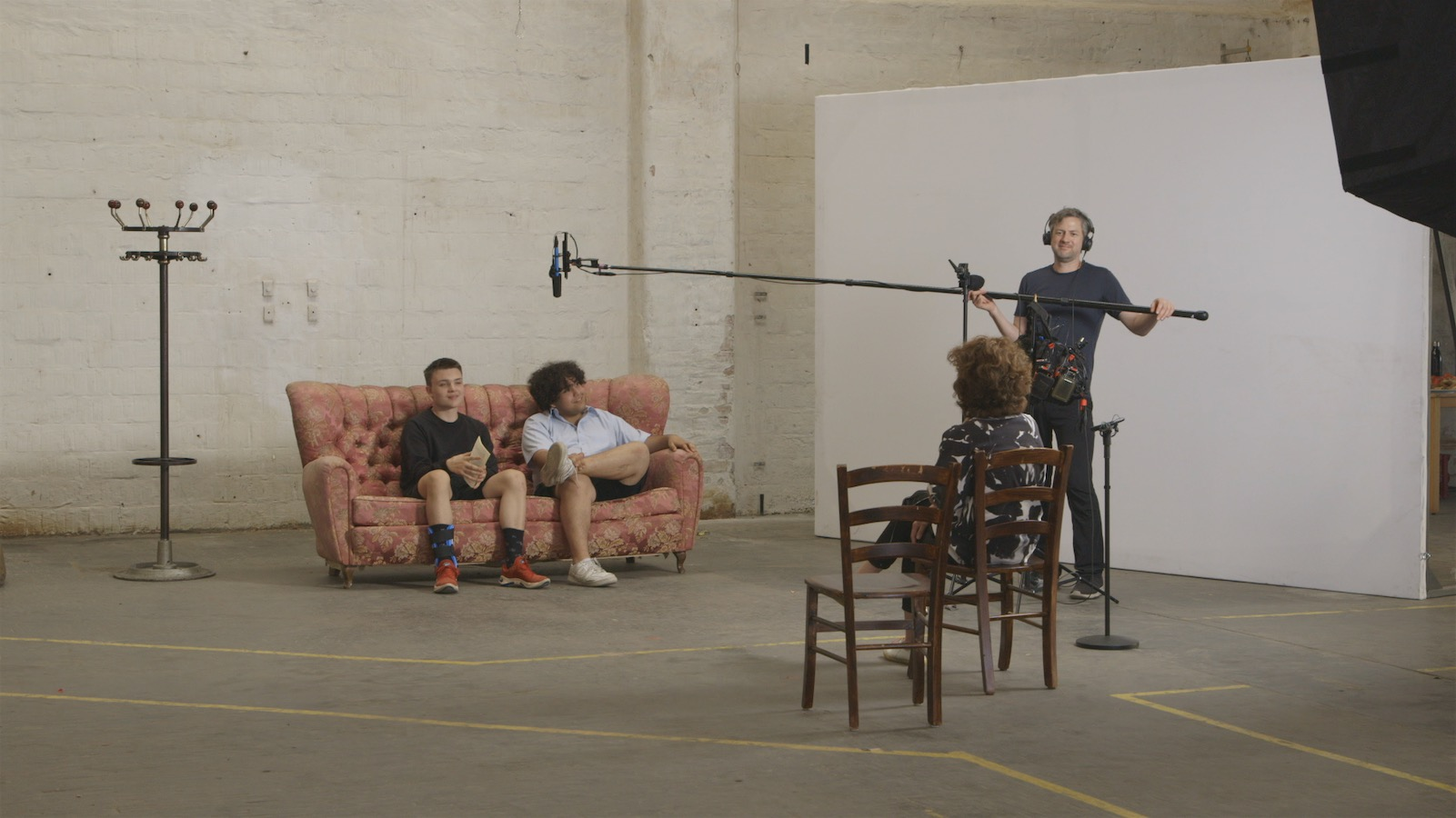
Gravação do documentário Mutzenbacher (2022). © Ruth Beckermann Filmproduktion.

Os três títulos dirigidos por Kurt Nachmann são filmes sexploitation. Em Auch Fummeln will gelernt sein, o protagonista masculino ("Peter Planer") interpreta um oficial do exército sexualmente disfuncional que está prestes a se casar. Christine Schuberth reprisa seu papel de prostituta indistinguível da Josephine dos dois primeiros filmes, embora neste ela seja chamada de Pepi. Ela diagnostica corretamente o problema do soldado como seu vício em pornografia e fantasia voyeurística. O filme termina com o soldado e sua noiva caindo na cama enquanto uma cópia do romance de Salten é consumida pelas chamas.
As duas séries dirigidas por Hans Billian e Gunter Otto são filmes pornográficos. O primeiro deles, Josefine Mutzenbacher wie sie wirklich war, 1. Teil, de Billian, é rotineiramente citado como um dos melhores filmes a emergir da chamada era de ouro da pornografia, graças à direção inventiva de Billian e ao charme inconsciente de Patricia Rhomberg. Gunter Otto atuou como produtor do primeiro filme, mas ele e Billian se separaram, cada um dirigindo sua própria série de sequências. Das Haus der geheimen Lüste (1979), de Billian, é um filme pornográfico não relacionado em trajes do século XIX que foi reeditado como um filme de Josephine Mutzenbacher. Os dois últimos filmes de Gunter Otto se passam nos tempos modernos e não pretendem seriamente habitar o universo Mutzenbacher.
Para Mutzenbacher, Ruth Beckermann filmou cem homens lendo e reagindo ao romance de Salten no que era supostamente uma chamada de elenco para uma nova adaptação cinematográfica. Ela usa as respostas deles para construir uma imagem das atitudes sexuais masculinas, particularmente das atitudes em relação à sexualidade feminina. O documentário ganhou o Prêmio Encontros no 72º Festival Internacional de Cinema de Berlim.
| Ano  | Título em alemão                                                                         | Tradução | Josefine                                               | Diretor         | Estúdio                        | Título em inglês                        |
| ---- | ---------------------------------------------------------------------------------------- | --- | ------------------------------------------------------ | --------------- | ------------------------------ | --------------------------------------- |
| 1970 | Josefine Mutzenbacher                                                                    | Josefine Mutzenbacher                                                                                          | Christine Schuberth                                    | Kurt Nachmann   | Lisa-Film                      | Naughty Knickers (RU)                   |
| 1971 | Josefine Mutzenbacher II Meine 365 Liebhaber                                             | Josefine Mutzenbacher II, meus 365 amantes                                                                     | Christine Schuberth                                    | Kurt Nachmann   | Lisa-Film                      | Don't Get your Knickers in a Twist (RU) |
| 1972 | Auch Fummeln will gelernt sein                                                           | Até mesmo o desastrado precisa ser aprendido                                                                   | Christine Schuberth                                    | Kurt Nachmann   | Lisa-Film                      | Teach Me (EUA)                          |
| 1976 | Josefine Mutzenbacher wie sie wirklich war, 1. Teil                                      | Josefine Mutzenbacher como ela realmente era, parte 1                                                          | Patricia Rhomberg                                      | Hans Billian    | Gunter Otto Produktion         | Sensational Janine (EUA)                |
| 1978 | Die Beichte der Josefine Mutzenbacher                                                    | A Confissão de Josefine Mutzenbacher                                                                           | Jane Iwanoff                                           | Hans Billian    | Starlight-Film                 |                                         |
| 1980 | Josefine Mutzenbacher wie sie wirklich war, 2. Teil                                      | Josefine Mutzenbacher como ela realmente era, parte 2                                                          | Leila Vigsö                                            | Gunter Otto     | Atlantis-Film                  | The Way She Was (EUA)                   |
| 1981 | Aus dem Tagebuch der Josefine Mutzenbacher                                               | Do diário de Josefine Mutzenbacher                                                                             | Andrea Werdien                                         | Hans Billian    | Alois Brummer Filmproduktion   | Professional Janine (EUA)               |
| 1982 | Josefine Mutzenbacher wie sie wirklich war, 3. Teil                                      | Josefine Mutzenbacher como ela realmente era, parte 3                                                          | Uschi Karnat como Sandra Nova                          | Gunter Otto     | Atlantis-Film                  |                                         |
| 1982 | Josefine Mutzenbacher wie sie wirklich war, 4. Teil                                      | Josefine Mutzenbacher como ela realmente era, parte 4                                                          | Uschi Karnat como Sandra Nova                          | Gunter Otto     | Atlantis-Film                  |                                         |
| 1983 | Josefine Mutzenbacher wie sie heute wär, 5. Teil, Dauernd erregt, erotische Männerträume | Josefine Mutzenbacher como ela seria hoje, parte 5, constantemente excitada, sonhos eróticos dos homens        | Renate Huber (aka Renate Überle) como Carmen Chevalier | Gunter Otto     | Atlantis-Film                  |                                         |
| 1984 | Josefine Mutzenbacher wie sie heute wär, 6. Teil, Die Nacht der wilden Schwän(z)e        | Josefine Mutzenbacher como ela seria hoje, parte 6, a noite dos cisnes selvagens (Schwäne) ou galos (Schwänze) | Renate Huber (aka Renate Überle) como Carmen Chevalier | Gunter Otto     | Atlantis-Film                  |                                         |
| 1987 | Das Lustschloss der Josefine Mutzenbacher                                                | O palácio do prazer de Josefine Mutzenbacher                                                                   | Desirée Bernardy                                       | Hans Billian    | Hit-Film                       | Insatiable Janine (EUA)                 |
| 1990 | Die amourösen Erlebnisse der Josefine Mutzenbacher mit Napoleon Bonaparte                | As aventuras amorosas de Josefine Mutzenbacher e Napoleão Bonaparte                                            | Renate Muhri                                           | Jürgen Enz      | Movie Star                     |                                         |
| 1991 | Josefine Mutzenbacher, die Hure von Wien                                                 | Josefine Mutzenbacher, a puta de Viena                                                                         | Juliane W. (aka Julia Frocha) como Vanessa Velvet      | Hans Billian    | Televideo Filmproduktion       |                                         |
| 2022 | Mutzenbacher                                                                             | Mutzenbacher                                                                                                   | —                                                      | Ruth Beckermann | Ruth Beckermann Filmproduktion |                                         |

### Teatro e cabaré
O quarteto vienense a cappella chamado 4she apresenta regularmente uma produção de teatro musical de cabaré baseada em Josefine Mutzenbacher chamada "As 7 Canções de Josefine Mutzenbacher" ("Die 7 Lieder der Josefine Mutzenbacher"). O show é uma paródia atrevida e bem-humorada do romance, ambientado em um bordel, que dura aproximadamente 75 minutos.
Em 2002, o ator alemão Jürgen Tarrach e o grupo de jazz CB-funk realizaram uma versão ao vivo dos textos de Josephine Mutzenbacher e Shakespeare com música moderna composta por Bernd Weißig e arranjada pelo pianista Detlef Bielke do Günther-Fischer-Quintett no Kalkscheune [de] em Berlim.
Em janeiro de 2005, a atriz austríaca Ulrike Beimpold fez várias apresentações ao vivo de comédia de cabaré do texto de Josephine Mutzenbacher no Auersperg15-Theater em Viena, Áustria.
Em evento organizado pelo Jazzclub Regensburg, Werner Steinmassl realizou uma leitura musical ao vivo de Josephine Mutzenbacher, acompanhado por Andreas Rüsing, no Leeren Beutel Concert Hall em Ratisbona, Baviera, Alemanha chamada "Werner Steinmassl lê Josefine Mutzenbacher" em 3 de setembro de 2005.

### Adaptações em áudio
Tanto a Josephine Mutzenbacher original quanto as duas "sequências" estão disponíveis como CDs de áudio falados lidos pela atriz austríaca Ulrike Beimpold:
- Josefine Mutzenbacher oder Die Geschichte einer Wienerischen Dirne von ihr selbst erzählt. Random House Audio 2006. ISBN 3-86604-253-1.
- Josefine Mutzenbacher und ihre 365 Liebhaber. Audio CD. Götz Fritsch. Der Audio Verlag 2006. ISBN 3-89813-484-9.

Em 1997, Helmut Qualtinger lançou "Fifi Mutzenbacher", uma paródia em CD de áudio:
- Fifi Mutzenbacher (Eine Porno-Parodie). Helmut Qualtinger (reader). Audio CD. Preiser Records (Naxos) 1997.

### Exibições
O Museu Judaico de Viena exibiu uma exposição no Palais Eskeles chamada "Felix Salten: De Josephine Mutzenbacher a Bambi", onde estava exposta a vida e obra de Felix Salten, que funcionou de dezembro de 2006 a março de 2007. A delegada do Parlamento do Estado austríaco, Elisabeth Vitouch, apareceu para a abertura da exposição no Museu Judaico de Viena e declarou: "Todo mundo conhece Bambi e Josefine Mutzenbacher até hoje, mas o autor Felix Salten está hoje em grande parte esquecido".

### Academia
Josefine Mutzenbacher tem sido incluído em diversos cursos universitários e simpósios.
- Pornography: Writing of Prostitutes COL 289 SP – Weissman, Hope Wesleyan University
- Der Sex-Akt in der Literatur. Zur Geschichte u. Repräsentation des Sex-Aktes im Spannungsfeld von "hoher Literatur, Trivialliteratur u. Pornographie" 641500 Study section, Comparative Literature Science – Babka, Anna Universität Innsbruck
- Sexuality, Eroticism, and Gender in Austrian Literature and Culture Annual Conference of the Modern Austrian Literature and Culture Association International Symposium University of Alberta 13–15 April 2007
- Literatur und Sexualität um 1900 SS 2001 510.273 – Rabelhofer, Bettina Karl-Franzens-Universität Graz

## Traduções
Existem várias traduções para o inglês de Josefine Mutzenbacher, algumas das quais, no entanto, são edições piratas umas das outras. Até 2018, todas as traduções para o inglês não tinham a introdução original do editor.
Quando comparadas com o texto alemão, as traduções diferem, e a divisão original de capítulos e parágrafos geralmente não é seguida, exceto para a edição de 2018. O romance original é dividido apenas em dois longos capítulos, mas a maioria das edições traduzidas divide o texto, cada uma à sua maneira, em 20 a 30 capítulos, às vezes com títulos de capítulos adicionados.
A edição de 1973, Oh! Oh! Josephine afirma ser "sem censura e sem cortes", mas na verdade é incompleto e censurado, por exemplo, ofuscando referências à relação sexual anal. Todas estas questões são replicadas na tradução finlandesa de 1975, feita através desta edição em inglês.
A primeira tradução anônima para o inglês de 1931 é resumida e deixa parte das frases sem tradução; a tradução de 1967 de Rudolf Schleifer, entretanto, contém grandes expansões inautênticas, como mostra a comparação a seguir:
| Edição de 1931 | Edição de 1967 (Schleifer) | Edição de 1973 | Edição de 2018 |
| --- | --- | --- | --- |
| My father was a very poor man who worked as a saddler in Josef City. We lived in a tenement house away out in Ottakring, at that time a new house, which was filled from top to bottom with the poorer class of tenants. All of the tenants had many children, who were forced to play in the back yards, which were much too small for so many. I had two older brothers. My father and my mother and we three children lived in two rooms... a living-room and kitchen. We also had a roomer. The other tenants, probably fifty in all, came and went, sometimes in a friendly way, more often in anger. Most of them disappeared and we never heard from them again. I distinctly remember two of our roomers. One was a locksmith-apprentice. He had dark eyes and was a sad-looking lad; his black eyes and lark face always were covered with grime and soot. We children were very much afraid of him. He was a very silent man, never saying a word. I remember one afternoon, when I was alone in the house, he came home. I was then only five years old. My mother and my two brothers had gone to Furstenfeld and my father had not yet returned from work. The locksmith took me up from the floor, where I was playing, and held me on his lap. I wanted to cry, but he quietly told me: "Be quiet, I won't hurt you". | My father was a very poor journeyman saddler who worked from morning till evening in a shop in the Josefstadt, as the eighth district of Vienna is called. In order to be there at seven in the morning, he had to get up at five and leave half an hour later to catch the horse-drawn streetcar that delivered him after one and a half-hour's ride at a stop near his working place. "Suburbia" in the Vienna of the mid-19th century did not necessarily mean a residential section for the well-to-do middle-class, as in modern times. Rich people did live in the outer districts to the north and northwest, but the western and southern suburbs constituted what we called the "workers' ghetto". There, in gloomy tenement houses about five stories high, lived all the Viennese who were not white-collar workers. Our tenement building, filled from top to bottom with poor folk, was in the seventeenth district, called Ottakring. Nobody who never visited those tenement houses can imagine the unsanitary, primitive living conditions under which we spent our childhood and adolescence, and—in most cases—the rest of our poor lives. My parents, and my two brothers and I lived in a so-called apartment that consisted of one room and a kitchen. That was the size of all the apartments in our building and in most of the other buildings of the district. Most tenants had a lot of children who swarmed all over the buildings and crowded the small courtyards in the summer. Since I and my two older brothers made up only a "small" family, compared with the families around us having at least half a dozen brats, my parents could afford to make a little money by accepting roomers. Such roomers, who had to share our one room and a kitchen with the whole family, were called "sleepers", because the tiny rent one could charge them was for a small, iron folding bed that was placed in the kitchen at night. I remember several dozens of such sleepers who stayed with us for a while, one after another. Some left because they found work out of town, some, because they quarreled too much with my father, and others simply did not show up one evening, thus creating a vacancy for the next one. Among all those sleepers there were two who clearly stand out in my memory. One was a dark-haired young fellow with sad eyes who made a scant living as a locksmith's apprentice and hardly ever washed his sooty face. We children were a little afraid of him, perhaps because of his blackened face and also because he hardly said anything. One afternoon I was alone in our place playing with what was supposed to be a doll on the floor. My mother had taken my two brothers to a nearby empty lot that was covered with wild grass and shrubbery where the boys could play, and my father was not yet home from work. The young sleeper came home quite unexpectedly and, as usual, did not say a word. When he saw me playing on the floor, he picked me up, sat down and put me on his knees. When he noticed that I was about to cry, he whispered fiercely, "Shut your mouth! I'm not going to hurt you!" | My father was the anaemic apprentice of a saddler and worked in Josefstadt, a suburb of Vienna. We lived even further out, in a tenement building which, in those days, was relatively new. Even so it was crowded from top to bottom with poor families which had so many children that, in summer, the courtyard was too small to contain us all. I had two brothers, both of whom were some years older than myself, and the five of us, my mother, father and us three kids, lived in one room and a kitchen. In addition there was always a lodger. Altogether, we must have had fifty of these lodgers. They came and went, one after another. Sometimes they fitted in well enough, but sometimes they were a nuisance. Most of them disappeared without a trace and were never heard of again. One of these lodgers, whom I remember particularly well, was an apprentice locksmith, a dark, sad-featured young chap who had tiny black eyes and a face that was always covered with soot. His appearance, and the fact that he hardly ever spoke a word, made us children really scared of him. I still remember one afternoon when he came home early. I was about five at the time and was alone in the flat, playing quietly on the floor. My mother had taken the boys on to the common and my father had not yet returned from work. The young locksmith picked me up from the floor and sat me on his knee. I began to whimper, but he whispered nastily: 'Shut up. I ain't gonna do nuffin' to yer.' | My father was a penniless saddle-maker's help who worked in a shop in Josefstadt. Our tenement building, at that time a new one, filled from top to bottom with poor folk, was far in Ottakring. All of these people had so many children that they over-crowded the small courtyards in the summer. I myself had two older brothers, both of whom were a couple of years older than I. My father, my mother, and we three children lived in a kitchen and a room, and had also one lodger. Several dozens of such lodgers stayed with us for a while, one after another; they appeared and vanished, some friendly, some quarrelsome, and most of them disappeared without a trace, and we never heard from them. Among all those lodgers there were two who clearly stand out in my memory. One was a locksmith's apprentice, a dark-haired young fellow with a sad look and always a thoroughly sooty face. We children were afraid of him. He was quiet, too, and rarely spoke much. I remember how one afternoon he came home when I was alone in our place. I was at that time five years old and was playing on the floor of the room. My mother was with the two boys in Fürstenfeld, my father not yet home from work. The apprentice picked me up, sat down and hold me on his knees. I was about to cry, but he whispered fiercely, "Lay still, I do you nothin'!" |

## Recepção
Kathryn Schulz, do The New Yorker, afirmou que na época do romance, a "abraçada despreocupada da carreira" da personagem principal foi a maior parte da recepção negativa, enquanto em 2022, "o mais chocante sobre o livro é a juventude de Josefine".

## Análise
De acordo com Schulz, vários acadêmicos tentaram comparar Josefine Mutzenbacher e Bambi. Shulz argumentou que tentar encontrar semelhanças seria um ato "exigente".

## Edições selecionadas
- Josefine Mutzenbacher oder Die Geschichte einer Wienerischen Dirne von ihr selbst erzählt. 1906.
- Memoirs of Josefine Mutzenbacher: The Story of a Viennese Prostitute. Translated from the German and Privately Printed. Paris [Obelisk Press?], 1931.
- Memoirs of Josefine Mutzenbacher. Illustrated by Mahlon Blaine. Paris [i.e. New York], 1931.
- The Memoirs of Josephine Mutzenbacher. Translated by Paul J. Gillette. Los Angeles, Holloway House, 1966.
- The Memoirs of Josephine Mutzenbacher: The Intimate Confessions of a Courtesan. Translated by Rudolf Schleifer [Hilary E. Holt]. Introduction by Hilary E. Holt, PhD. North Hollywood, Brandon House, 1967.
- Memoirs of Josephine M. Complete and unexpurgated. Continental Classics Erotica Book, 113. Continental Classics, 1967.
- Oh! Oh! Josephine 1–2. London, King's Road Publishing, 1973. ISBN 0-284-98498-1 (vol. 1), ISBN 0-284-98499-X (vol. 2)
- Josefine Mutzenbacher or The Story of a Viennese Wench, as Told by Herself. Translated by Ilona J. Hämäläinen-Bauer. Helsinki, Books on Demand, 2018. ISBN 978-952-80-0655-8
- Ruthner, Clemens; Strasser, Melanie; Schmidt, Matthias, eds. (2021). Josefine Mutzenbacher: Kritische Ausgabe nach dem Erstdruck mit Beiträgen von Oswald Wiener (em alemão). Wien: Sonderzahl. ISBN 978-3-85449-574-1